# Castianeira delicatula
Castianeira delicatula is een spinnensoort uit de familie van de loopspinnen (Corinnidae).
De wetenschappelijke naam van de soort werd in 1910 gepubliceerd door Eugène Simon, die de geslachtsnaam als "Castaneira" spelde.